# Mélytengeri mentőcsapat
A Mélytengeri mentőcsapat (eredeti cím: The Octonauts) 2012-ben indult ír–brit–amerikai televíziós 3D-s számítógépes animációs sorozat, amelyet a Brown Bag Films, Chorion és Disney Junior Original Productions készített. 
Az Egyesült Államokban 2012. március 24-étől a Disney Junior vetíti, Magyarországon 2014. szeptember 30-ától az M2 sugározta.

## Ismertető
A mélytengeri mentőcsapatban 8 édes állatka próbálja felderíteni a vizek mélyét, akik rengeteg sok kalandba keverednek. Van egy óriási polip formájú kutatóbázisuk, amely segít felkutatni a tengereket, és óceánokat, hogy milyen érdekes, és csodás dolgokat rejt ez a vízalatti világ. 

## Szereplők
| Szereplő                           | Eredeti hang                         | Magyar hang    | Leírás                                                 |
| ---------------------------------- | ------------------------------------ | -------------- | ------------------------------------------------------ |
| Barnacles (Jegesmedve)             | Simon Greenall Ross Breen (énekhang) | Láng Balázs    | A főhős, aki egy jegesmedve, és a legénység kapitánya. |
| Kwazzi (Macska)                    | Rob Rackstraw                        | Joó Gábor      | ?                                                      |
| Peso (Pingvin)                     | Paul Panting                         | Kováts Dániel  | ?                                                      |
| Inkling Professzor (Grimpoteuthis) | Keith Wickham                        | ?              | ?                                                      |
| Dr. Shellington (Tengeri vidra)    | Keith Wickham                        | Czető Roland   | ?                                                      |
| Tweak (Nyúl)                       | Jo Wyatt                             | Szalay Csongor | ?                                                      |
| Dashi (Tacskó)                     | Teresa Gallagher                     | Csifó Dorina   | ?                                                      |
| Tunip (Zöldségállat)               | Michael C. Murphy                    | ?              | ?                                                      |

## Epizódok

### 1. évad
1. A cet cápa (The Whale Shark)
2. A tenger alatti vihar (The Undersea Storm)
3. A mentőcsapat, a rák és a tengerisün (The Crab and Urchin)
4. A mentőcsapat és a rozmár főnök (The Walrus Chief)
5. A repülő halak (The Flying Fish)
6. Az óriás tintahal (The Giant Squid)
7. Orkák (The Orcas)
8. A mentőcsapat és a nagy algamenekülés (The Great Algae Escape)
9. A mentőcsapat és az úszómászók (The Remipedes)
10. A gyors vitorláshal (The Speedy Sailfish)
11. A foltos hal testvérek (The Blobfish Brothers)
12. A szörnytérkép (The Monster Map)
13. Az eltévedt tengeri csillag (The Lost Sea Star)
14. Az albínó hosszúszárnyú bálna (The Albino Humpback Whale)
15. A mentőcsapat és az óriás hínárerdő (The Giant Kelp Forest)
16. Az osztódó tengerirózsák (The Enemy Anemones)
17. A mentőcsapat és a kardhal (The Narwhal)
18. Az éjféli zóna (The Midnight Zone)
19. A mentőcsapat és a csattogós garnéla (The Snapping Shrimp)
20. A nyálkás tengeri uborka (The Snot Sea Cucumber)
21. Az óriás örvény (The Giant Whirlpool)
22. A mentőcsapat és a remeterák (The Hermit Crabs)
23. A mentőcsapat és az összezavart bálnák (The Mixed Up Whales)
24. Mentőakció a hínárerdőben (The Kelp Forest Rescue)
25. A mentőcsapat és a rejtőzködő rák (The Decorator Crab)
26. A belugák, avagy a fehér delfinek (The Beluga Whales)
27. Az éhes kalauzhal (The Hungry Pilot Fish)
28. A mentőcsapat és a vámpír tintahal (The Vampire Squid)
29. A mentőcsapat és a csikóhal (The Seahorse Tale)
30. A mentőcsapat és az óriás zselé (The Giant Jelly)
31. A mentőcsapat és a sütiszaggató cápák (The Cookiecutter Sharks)
32. A mentőcsapat és az evezőshal (The Oarfish)
33. A mentőcsapat és a fésűs fogú Blenny (The Combtooth Blenny)
34. A mentőcsapat és a medúzavirágzás (The Jellyfish Bloom)
35. A mentőcsapat és a delfinbébi (The Baby Dolphin)
36. A mentőcsapat és a félős kísértethal (The Scary Spookfish)
37. Az északi gyilkosbálnák (The Arctic Orcas)
38. A nyálkahalak (The Slime Eels)
39. Az elefántfóka (The Enormous Elephant Seal)
40. A szardínia raj (The Sardine School)
41. A delfines zátony megmentése (The Dolphin Reef Rescue)
42. Az angolna kaland (The Eel Ordeal)
43. A tengeri leguánok (The Marine Iguanas)
44. A világító törpecápa (The Dwarf Lanternshark)
45. A kalóz papagájhal (The Pirate Parrotfish)
46. Az elektromos torpedó ráják (The Electric Torpedo Ray)
47. A csalafinta tintahal (The Crafty Cuttlefish)
48. Az eltévedt citromcápa (The Lost Lemon Shark)
49. A humuhumunukunukuápuák (The Humuhumunukunukuapua'a)
50. Az óriás japán póklábú rák (The Giant Spider Crab)
51. A nagy pingvin verseny (The Great Penguin Race)
52. Nagy karácsonyi mentőakció (The Great Christmas Rescue)